# Gmina Qendër (okręg Mallakastra)
Gmina Qendër (alb. Komuna Qendër) – gmina położona w środkowo-zachodniej części Albanii. Administracyjnie należy do okręgu Mallakastra w obwodzie Fier. W 2011 roku populacja gminy wynosiła 6253 osób w tym 3030 kobiety oraz 3223 mężczyzn, z czego Albańczycy stanowili 93,11% mieszkańców. 
W skład gminy wchodzi dwanaście miejscowości: Belistan, Belishovë, Drenovë, Drenovë Fushë, Dukas, Kash, Lapulec, Lavdan, Lofkend, Ngraçie, Usojë, Visokë.